# Begraafplaats van Poperinge
De Begraafplaats van Poperinge is een gemeentelijke begraafplaats in de Belgische stad Poperinge. De begraafplaats ligt langs de Deken De Bolaan op 450 m ten zuiden van de Grote Markt .  

## Britse oorlogsgraven

### Geschiedenis
Poperinge was door zijn grootte en ligging een belangrijk centrum voor de Britse en Franse troepen tijdens de Eerste Wereldoorlog. Niettegenstaande dat de stad dicht bij Ieper en het front lag was het er toch relatief veilig. Het was een plek met goede logistieke infrastructuur waar vele sociale en militaire activiteiten plaatsvonden. Er waren ook veldhospitalen gevestigd waar de talrijke slachtoffers uit de Tweede en de Derde Slag om Ieper verpleegd werden.
De bijzettingen gebeurden van oktober 1914 tot juni 1915. Daarna werd de Poperinghe Old Military Cemetery geopend om slachtoffers van de Tweede Slag om Ieper te begraven.
Vijf medewerkers van de Imperial War Graves Commission (de voorloper van de Commonwealth War Graves Commission) die stierven tussen 1922 en 1951 kregen hier ook een laatste rustplaats.
De begraafplaats staat in de Inventaris van het Wereldoorlogerfgoed.